# Éléonore de Solms-Hohensolms-Lich
Titres
Grande-duchesse de Hesse
2 février 1905 – 9 novembre 1918
(13 ans, 9 mois et 7 jours)
Épouse du prétendant au trône de Hesse-Darmstadt
9 novembre 1918 – 9 octobre 1937
(18 ans et 11 mois)
La princesse Éléonore de Solms-Hohensolms-Lich (en allemand : Eleonore zu Solms-Hohensolms-Lich) est née le 17 septembre 1871 à Lich et est décédée le 16 novembre 1937 à Ostende, en Belgique. Seconde épouse d'Ernest-Louis de Hesse, elle est la dernière grande-duchesse de Hesse-Darmstadt. Elle meurt dans l'accident aérien du 16 novembre 1937 à Ostende.

## Biographie
Éléonore est le quatrième enfant et la deuxième fille du prince Hermann de Solms-Hohensolms-Lich (de) et de la comtesse Agnès de Stolberg-Wernigerode (d). Elle est surnommée "Onor" par sa famille.
Elle épouse le grand-duc Ernest-Louis de Hesse à Darmstadt le 2 février 1905. Le couple a deux fils :
- Georges de Hesse-Darmstadt (1906-1937), qui épouse la princesse Cécile de Grèce, dont descendance ;
- Louis de Hesse-Darmstadt (1908-1968). qui épouse Margaret Campbell Geddes, sans descendance. Il adopte Maurice de Hesse-Cassel comme héritier.

En tant que grande-duchesse, elle reprend le parrainage et la direction d'un certain nombre d'organisations caritatives précédemment gérées par sa belle-mère, la princesse Alice du Royaume-Uni. En absence de son époux lors de la Première Guerre mondiale, elle est nommée régente du grand-duché, elle est considérée comme compétente et équipe par exemple un train-hôpital sur le front. La monarchie de Hesse est abolie en 1918, mais Éléonore continue à gérer ses programmes caritatifs après la Première Guerre mondiale.
Éléonore meurt dans un accident d'avion alors qu'elle se rend au mariage de son fils Louis à Londres. Son fils aîné Georges, son épouse la princesse Cécile de Grèce, et leurs deux fils, Louis et Alexandre, sont également tués dans l'accident. Les restes de leur fils mort-né sont également retrouvés dans l'épave.

## Distinctions
- 2 février 1905 : dame de l'ordre du Lion d'or
- 2 février 1905 : dame grand-croix de l'ordre de Louis de Hesse
- 17 mai 1908 : dame grand-croix de l'ordre de Sainte-Catherine